# Natalia Cuevas
Natalia Milena Cuevas Tapia (sinh ngày 20 tháng 1 năm 1966) là ca sĩ, diễn viên hài, người giả giọng, diễn viên người Chile.

## Tiểu sử
Natalia Cuevas đã học nhảy tại Municipal Theatre of Santiago trong vòng 2 năm. Bà cũng tham gia vào một lớp học hát và thanh nhạc tại Học viện Alicia Puccio. Khi còn học tại trường, bà tham gia vào vài cuộc thi trên truyền hình với vai trò là ca sĩ. Sau một vài lần thử, bà đã tìm cách làm việc với vai trò là nhạc trưởng tại các chương trình truyền hình của kênh Canal 13 là Éxito và Martes 13. Cùng lúc đó, bà hát cho các quảng cáo và là học viên của Dàn nhạc giao hưởng Đại học Chile.
Bà bắt đầu bước vào con đường làm diễn viên hài kịch khi gia nhập vào nhóm Contratiempo. Đầu những năm 1990, bà được mời vào chương trình hài kịch Jappening con ja và xuất hiện tại đó trong 2 năm. Trong chương trình, bà bắt đầu gây ấn tượng với các ca sĩ và nhân vật truyền hình khác nhau, chẳng hạn như Marta Sánchez, Eli de Caso, Myriam Hernández và Cecilia.
Năm 2001, Cuevas xuất hiện lần đầu tại Liên hoan Viña del Mar, cùng với diễn viên hài và ca sĩ Memo Bunke. Trong phần trình diễn của mình, Cuevas giả làm Paloma San Basilio, Myriam Hernández, Palmenia Pizarro và Cecilia. Cả hai nhà hài kịch nhận được Giải Seagul Vàng và Bạc.
Năm sau đó, bà tham gia vào chương trình của Chilevisión Calor humano. Bà cũng được mời vào Viva el lunes một vài lần. Sau đó, bà tham gia Por fin es lunes, một chương trình của Canal 13 với người dẫn chương trình là Antonio Vodanovic và Margot Kahl.
Năm 2003, bà quay lại Liên hoan Viña del Mar, lần này là tham gia một mình. Theo thói quen của mình, bà đóng vai Marjorie, một nhân vật tưởng tượng của bà mà bà đã trình diễn lần đầu tiên tại Jappening con ja. Trong phần trình diễn của mình, bà cũng bắt chước Cecilia, Patricia Maldonado, Gloria Simonetti, Palmenia Pizarro, Shakira, Thalía và Myriam Hernandez. Cuevas đã được tặng một ngọn đuốc bạc. Năm 2004, bà lại xuất hiện tại Viña del Mar, nhưng không đạt được thành công như những lần trước. Diễn viên hài đã lo lắng và bỏ thói quen của mình sớm hơn dự kiến.
Năm 2012, bà tham gia vào chương trình Mi nombre es… VIP của kênh Canal 13, nơi bà đóng giả ca sĩ Cecilia. Một năm sau đó, bà xuất hiện tại Antofagasta Festival, giả làm Tổng thống Michelle Bachelet.
Bà hiện đang làm việc bắt chước và tái hiện các nhân vật trên chương trình Morandé con compañía.

## Cuộc sống cá nhân
Tháng 3 năm 2013, bà tiết lộ thông qua cuộc phỏng vấn của chương trình Bienvenidos rằng trong thời thơ ấu của mình, bà đã bị lạm dụng tình dục bởi một linh mục. Theo Cuevas, bà đã che giấu vì "đứa trẻ như bà luôn tin rằng hắn đang kích động trong những tình huống như này, vì vậy hắn cảm thấy sợ thú nhận điều đó, bởi vì hắn nghĩ rằng hắn ta sẽ bị thách thức hoặc bị trừng phạt."

## Danh sách phim
- 2003 – Cesante [es], đạo diễn Ricardo Amunátegui

## Giải thưởng
- 1996 – APES [es] Award, cho những cống hiến của bà với hài kịch[9]